# 윌리 레빌람
윌리 레빌람(Willie Revillame, 1961년 1월 27일 ~ )은 필리핀의 진행자, 배우, 가수, 희극인이다.